# Athanase de Mongin
Athanase de Mongin (Gray (Haute-Saône), 1589 - Paris, 17 octobre 1633) était un moine bénédictin qui fut l'un des promoteurs de la réforme de l'ordre de Saint-Benoît, en France et l'un des fondateurs de la Congrégation de Saint-Maur.

## Biographie

### Jeunesse et formation
Athanase de Mongin, moine de l'abbaye de Luxeuil poursuivit ses études à Paris et entra en contact avec des étudiants du collège de Cluny qui élaboraient la réforme du monachisme bénédictin en France.
En 1611, il se rendit à l'Abbaye Saint-Vanne de Verdun, berceau de la réforme bénédictine, avec Anselme Rolle et y reçut l'habit de la réforme lorraine des mains de Didier de La Cour, fondateur de la Congrégation de Saint-Vanne et Saint-Hydulphe en 1604. Il y refit son noviciat et renouvela sa profession en 1612.

### Carrière ecclésiastique
Il retourna ensuite au collège de Cluny et y enseigna la philosophie et la théologie. Ordonné prêtre, il fut nommé supérieur des réformés du collège et participa à la fondation, en 1618, de la Congrégation de Saint-Maur. En 1624, il fut nommé prieur de l'abbaye Saint-Pierre de Corbie et y resta trois ans. En 1626 il revint au collège de Cluny. En 1627, il introduisit la réforme à l'abbaye Saint-Remi de Reims.
Au chapitre général de la congrégation de 1633, il devint prieur de l'abbaye de Saint-Germain-des-Prés et fut chargé de rédiger de nouvelles Constitutions et mourut peu après.

## Œuvres
- Les Flammes eucharistiques, Paris, J. Germont, 1634, 1639

### Œuvres manuscrites conservées à laBnF
- Manuel du religieux intérieur (ms fr. 17103)  divisé en trois parties : 
  - La Perfection religieuse,
  - Les Exercices,
  - La Perfection pratiquée dans tous les siècles.
- Vita interior, seu varii tractatus (ms lat. 13619), en six volumes
- Brevis expositio Cantici canticorum